# Helicia grandis
Helicia grandis är en tvåhjärtbladig växtart som beskrevs av William Botting Hemsley. Helicia grandis ingår i släktet Helicia och familjen Proteaceae. Inga underarter finns listade i Catalogue of Life.